# Ma vie avec James Dean
Ma vie avec James Dean è un film del 2017 diretto da Dominique Choisy.

## Trama
Recatosi in Normandia per presentare il suo film "Ma vie avec James Dean", il giovane regista Géraud Champreux ignora che questo tour promozionale sarà destinato a cambiare profondamente la sua vita.